# 横港桥
横港桥是一座三孔石拱廊桥，位于江西省抚州市黎川县县城明清老街中段，横跨于社苹河汇入黎河的入口处，新丰桥东南侧，与新丰桥形成直角，建于清乾隆年间，已公布为第二批抚州市文物保护单位。